# Catedral de San Aidan (Enniscorthy)
La Catedral de San Aidan (en inglés: St. Aidan's Cathedral) es la iglesia catedral de la Diócesis de Ferns. Se encuentra ubicada en Enniscorthy, Condado de Wexford, en Irlanda. Fue construidoa en 1843 y fue diseñada por Augustus Welby Pugin. El santo a quien está dedicada la catedral es Maedoc de Ferns  (día de la fiesta: 31 de enero), también conocido como Áedán o Aidan, quien murió en 626,  y que no debe confundirse con San Aidan (día de fiesta: 31 de agosto ), un misionero irlandés que murió en el 651. Las características notables incluyen la fachada, un retablo tallado en piedra de Caen y una gran ventana al norte con una intrincada tracería de piedra. La catedral fue posteriormente renovada en consonancia con las reformas promulgadas por el Concilio Vaticano II.